# Robert Winston
Robert Maurice Lipson Winston, Baron Winston (15 de julio de 1940), es un destacado profesor, científico, divulgador, político y presentador de televisión británico.

## Vida y trayectoria
Winston nació en Londres siendo hijo de Laurence Winston y Ruth Winston-Fox. La madre de Robert fue alcaldesa del Barrio de Southgate de Londres, ahora parte del Barrio de Enfield en la misma ciudad, hacia 1961.
Asistió al St Paul's School en Londres, posteriormente se graduó en The London Hospital Medical College, Universidad de Londres, en 1964 con grado en medicina y logrando destacar como experto en fertilidad humana. Por breve tiempo ejerció la medicina clínica y fue director de quirófanos. Al retornar a la medicina académica, desarrolló el procedimiento de microcirugía tubárica y varias técnicas de cirugía reproductiva, incluyendo reversión de la esterilización. Se integró al Hammersmith Hospital como oficial registrador en 1970, después fue invitado a la Cofraternidad de Investigación en Wellcome y posteriormente fue profesor asociado en la Universidad Católica de Lovaina (Bélgica) en 1975. Fue consejero científico para el Programa de reproducción Humana de la World Health Organisation de 1975 a 1977. Se unió a la Real Escuela Médica de Postgraduados como Consultor y Lector en 1977. Después de dirigir investigaciones como Profesor de Ginecología en la Universidad de Texas en San Antonio en 1980, regresó al Reino Unido implementando el altamente exitoso servicio de Fecundación in vitro en el Hammersmith Hospital el cual fue pionero en el desarrollo de esa tecnología, tiempo después se convirtió en Decano del Instituto de Ginecología y Obstetrícia en Londres hasta su ingreso al Colegio Imperial en 1997. Como Profesor de Estudios de Fertilidad en Hammersmith, Winston condujo al Equipo de Fecundación in Vitro el cual desarrollo técnicas revolucionarias en el diagnóstico genético el cual identificaba defectos en embriones humanos. Fue presidente de la British Association for the Advancement of Science del 2004 al 2005. En tiempo reciente efectúa estudios avanzados en células humanas masculinas y métodos para su modificación genética. Ha publicado en más de 300 revistas de divulgación científica.
Winston es miembro de la Academia de Ciencias Médicas (FMedSci), de Colegio Real de Obstetras y Ginecólogos (FRCOG) y Miembro Honorario del Real Colegio de Médicos y Cirujanos (FRCPS Glasg) y del Instituto de Biología (FIBiol). Sustenta Doctorados Honorarios de 40 Universidades. Es miembro del Engineering and physical Sciences Research Council.
Winston es bien conocido por presentar diversos programas de divulgación, para la cadena televisiva BBC, entre los cuales se incluyen Superhuman, The Secret Life of Twins (Superhumano, La vida secreta de los Gemelos), Child of Our Time (Niños de nuestros tiempos) y el ganador del premio BAFTA: The Human Body (El cuerpo humano).
Un judío tradicional con una formación ortodoxa, también presentó La Historia de Dios, explorando la evolución de las creencias religiosas y el estatus de la fe en la era científica. También presentó el documental para la BBC Waking with Caveman(Caminado con cavernícolas) una de las series más populares, aunque controversial en algunos aspectos, fue respaldada por varios antropólogos expertos y otros científicos. Una teoría discutible que fue abordada en la serie televisiva fue que el Homo sapiens fue el único que desarrollo la imaginación como medio de ayuda en la supervivencia. Su película documental Threads of Life ganó el Premio Internacional de Película Científica en París en el año del 2005. La serie más reciente que ha presentado fue Child Against All Odds (Niño contra todas las probabilidades), un estudio ético sobre los cuestionamientos que surgieron a raíz de la práctica de la fecundación in vitro, el libro correspondiente, contiene una amplia discusión sobre la historia y las implicaciones de la Ingeniería reproductiva. Apareció en la radionovela The Archers como Consultor en fertilidad, aunque no como él mismo.
Winston fue distinguido con un título nobiliario en 1995 siendo nombrado Barón Winston, de Hammersmith en el Barrio de Hammersmith y Fulham. Ocupa un asiento en la Cámara de los Lores y tiene liderazgo dentro del gobierno. Regularmente expone discursos sobre la educación, la ciencia, medicina y artes. Recientemente fue director del Comité Selecto de la Caámara de los Lores sobre Ciencia y Tecnología y es miembro de la Oficina Parlamentaria de Ciencia y Tecnología.
En 1973, Winston contrajo matrimonio con Lira Helen Freigenbaum, con quien tuvo tres hijos.

## Puestos actuales
- Canciller de la Sheffield Hallam University
- Profesor Emérito de Estudios de fertilidad en el Imperial College London
- Director de la NHS Research and Development, en el Hammersmith Hospitals Trust
- Director, en el Royal College of Music Council.

## Premios
- Medalla Cedric Carter por la Clinical Genetics Society, 1993.
- Medalla Victor Bonney por sus contribuciones a la cirugía otorgada por el Real Colegio de Cirujanos, 1993.
- Medalla de Oro otorgada por la Real Sociedad de la salud, 1998.
- Miembro de la Academia de Ciencias Médicas (FeMedSci), 1998.
- Premio de oro British Medical Association por Medicina en los Medios, 1999.
- Premio Michael Faraday otorgado por la Real Sociedad,1999.
- Medalla Edwin Stevens otorgada por la Real Sociedad de Medicina, 2003.
- Premio Aventis, otorgado por la Real Sociedad, 2004.
- Medalla Al-Hammadi otorgada por el Real Colegio de Cirujanos de Edimburgo, 2005.
- Cuarenta Doctorados Honoris Causa.

## Documentales televisivos (como presentador)
- Your Life in their Hands (Tu vida en sus manos), BBC 1979-1987
- Making Babies, BBC 1995
- The Human Body (El cuerpo humano), BBC, llevó el nombre de, Intimate Universe: The Human Body en los Estados Unidos, BBC 1998. La serie ganó tres premios BAFTA.
- The Secret Life of Twins, BBC 1999
- Child of Our Time, siguiendo el desarrollo de la vida de un grupo de niños, todos nacidos en el año 2000 en adelante, emitido anualmente.
- Superhuman, BBC 2001 (Ganador del Wellcome Trust Award por Medicina y Biología)
- Walking with Cavemen (Caminando con cavernícolas), BBC 2003
- Human Instinct (Instinto Humano -Documental-), BBC 2002 nominado al premio Emmy
- The Human Mind, (La mente humana) BBC 2003
- Threads of Life, acerca del DNA, BBC 2003 (ganador del Premio Internacional de Ciencias en París)
- How to sleep better (Como dormir mejor)
- The Story of God (La historia de Dios), BBC 2005
- How to Improve Your Memory BBC 2006
- A Child Against All Odds (Niño contra todas las probabilidades)BBC 2006

Robert Winston ganó el Premio VLV por la mejor contribución permanente a la Televisión Británica en el 2004.
- Winston aparece en uno de los vídeos musicales que componen la obra Symphony of Science de John Boswell: «Ode to the Brain».[1]